# Badmintonfederatie Luxemburg
Badminton Federatie Luxemburg (lokaal: Fédération Luxembourgeoise de Badminton) is de nationale badminton bond van Luxemburg.
De huidige president van de Luxemburgse bond is Richard Hölzmer. Anno 2015 telde de bond 872 leden, verdeeld over 23 badmintonclubs. De bond is sinds 1981 aangesloten bij de Europese Bond.